# Epiroc

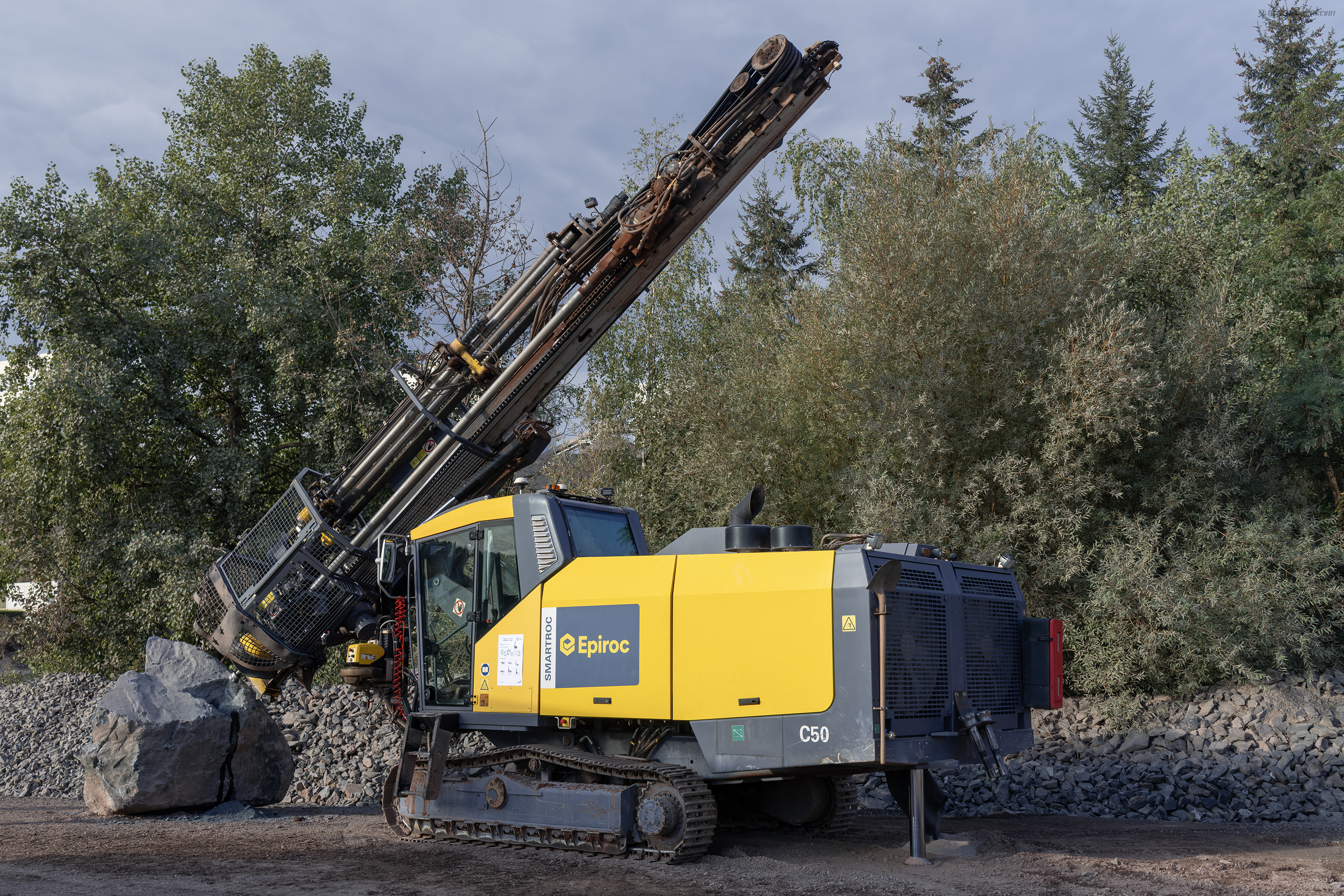
Machine van Epiroc

Epiroc AB is een Zweedse fabrikant van gespecialiseerde apparatuur voor de mijnbouw en voor de bouw van infrastructuur. Het hoofdkantoor is gevestigd in Stockholm, Zweden, en het bedrijf heeft fabrieken in Zweden , de Verenigde Staten, Canada, Australië, Volksrepubliek China, India, Japan en Duitsland.

## Activiteiten
Epiroc heeft de activiteiten verdeeld over vijf bedrijfsonderdelen, die zich richten op de productie van mijnbouwmachines zowel voor de dagbouw als ondergronds, de levering van onderdelen en onderhoudsdiensten en de productie van verbruiksgoederen als boren en gereedschappen. Zo'n vier vijfde van de omzet is aan de mijnbouw gerelateerd en de rest wordt behaald met verkopen aan de bouwsector.
In 2022 behaalde het bedrijf een omzet van bijna SEK 50 miljard. Azië, inclusief Australië, was de grootste afzetmarkt, hier werd bijna 30% van de omzet behaald. Noord Amerika stond op de tweede plaatste met een kwart van de omzet. Europa had een omzetaandeel van 17%, maar hier was wel 30% van het personeel werkzaam.
De aandelen van het bedrijf staan sinds 18 juni 2018 genoteerd op de beurs van Nasdaq Stockholm. Er zijn A- en B-aandelen, in de meeste opzichten identiek met één belangrijke uitzondering: A-aandelen hebben meer stemrecht dan de B-aandelen. Er staan 824 miljoen A-aandelen uit en 390 miljoen B-aandelen per jaareinde 2023.

## Geschiedenis
Epiroc is een afsplitsing van Atlas Copco. Dit laatste bedrijf werd in 1873 opgericht en vanaf 1905 produceerde Atlas Copco steenboren voor mijnbouwbedrijven. In januari 2017 besloot het bestuur de bestaande activiteiten op het gebied van mijnbouw af te splitsen en onder te brengen in een nieuw bedrijf dat de naam Epiroc kreeg. De aandeelhouders van Atlas Copco kregen een belang in Epiroc naar rato van hun aandelenbelang in Atlas Copco. Epiroc werd op 1 januari 2018 officieel opgericht.
Epiroc heeft de overname van STANLEY-infrastructure van Stanley Black & Decker aangekondigd. Epiroc is bereid 760 miljoen dollar te betalen. STANLEY is een fabrikant van graafmachinehulpstukken en draagbare hydraulische gereedschappen en is vooral in Noord-Amerika actief. Met de overname verstevigd Epiroc zijn positie in de sectoren infrastructuur en bouw. De overname wordt naar verwachting in het eerste kwartaal van 2024 afgerond. Met deze overname voegt Epiroc zo'n € 400 miljoen aan omzet toe.